# 舞妓Haaaan!!!
『舞妓Haaaan!!!』（まいこはーん）は、2007年6月16日公開の日本映画。興行収入20.8億円。主演は阿部サダヲ、堤真一、柴咲コウの3人。阿部にとっては、映画初主演作となる。

## 概要
本作は、宮藤官九郎がシナリオを執筆したもので、サラリーマン鬼塚公彦（阿部サダヲ）が京都・祇園の舞妓と野球拳をしたいという夢を追い求めるというコメディ映画である。宮藤本人は京都には訪れず『るるぶ』を見て脚本を書き上げた。本作が植木等の最後の映画出演作品（遺作）となり、エンドクレジットの最後にはその追悼テロップが表示された。
2008年3月、アメリカ合衆国ビズピクチャーズ配給で、ニューヨークやサンフランシスコなど主要5都市を皮切りに全米で公開された。
DVDは2007年12月7日にレンタル開始、12月12日に発売開始。
第31回日本アカデミー賞優秀主演男優賞（阿部サダヲ）、優秀助演男優賞（堤真一）、優秀脚本賞（宮藤官九郎）。

## あらすじ
鬼塚公彦は高校の修学旅行で迷子になり、花街の夢川町で舞妓の小梅に助けられた。2009年春、舞妓の美しさに魅了された鬼塚は、東京で食品会社「鈴屋食品」に就職し、舞妓や芸妓を応援するサイトの運営を始めた。しかし、掲示板で「ナイキ」と名乗る男に、お座敷遊びをしたことがないと見抜かれ、ナイキを憎む鬼塚。鬼塚は舞妓と遊び、野球拳をすることが夢なのであった。
「鈴屋食品」の京都支社に転勤が決まり、念願の舞妓遊びが出来ると狂喜する鬼塚。京都支社は社長の趣味で存続しているだけの添え物のような部署で、左遷だと憐れむ社員たち。鬼塚と交際中の富士子は別れたくないが、京都生まれと偽り、実は隣接する三重県人だとバレて、簡単にフラレてしまった。
京都支社で鬼塚の歓迎会が開かれたが、会場は花街ではなかった。それなら1人で行くまでと、消費者金融に借金までしてお茶屋に乗り込む鬼塚だが、鬼塚は「一見さんお断り」の制度を知らず、門前払いされてしまう。
お茶屋に上がるには常連客の紹介が必要だと知り、「鈴屋食品」の社長に目を付ける鬼塚だが、社長は面識のない鬼塚に目もくれなかった。仕事で結果を出して信用を得てみせろと命じられ、頭をひねる鬼塚。
「鈴屋食品」の主力商品であるカップラーメンを改良し、「かやく」の別売りというアイデアを提案する鬼塚。新商品は大ヒットし、褒美として鬼塚をお茶屋に連れて行く社長だが、不眠不休で商品開発を続けた鬼塚は、座敷に上がる前に医者に行くよう勧められ、手術されてしまった。
鬼塚の事が忘れられない富士子は、舞妓になる決心をして京都の置屋に入った。半年間は「仕込み」と呼ばれる見習いで芸事や作法を学び、同時に置屋の雑事もこなす厳しい修行の日々のストレスで、入院・手術される富士子。
富士子と入れ違いに退院し、いよいよお茶屋に上がる鬼塚。お座敷で付いたのは、修学旅行中に鬼塚を助けた小梅と、置屋で富士子の「お姉さん」になった駒子だった。7月、隣室で野球拳で盛り上がり、鬼塚たちの座敷に乱入する野球選手の内藤貴一郎。実は内藤こそ、サイトで鬼塚をバカにした憎き「ナイキ」だった。以降、内藤個人もさることながら、舞妓や芸妓を粗暴に扱う彼の「お座敷荒らし」を毛嫌いし、対抗意識を燃やす鬼塚。
退院し、駒富士という名前を貰って「お店出し」が決まる富士子。駒子から鬼塚が（社長の金で）お座敷に通っていると聞いたが、富士子にはまだ鬼塚の前に出る勇気はなかった。一方の鬼塚は、内藤が一番人気の芸妓の面倒を見る「旦那」になり、男を上げたと聞いて嫉妬に燃え、駒子の旦那になるための儲け話を画策していた。
「鈴屋食品」の株主総会で野球チームの買収を提案する鬼塚。チームが発足すると、鬼塚は会社に辞表を出して野球選手に転身し、三十路のルーキーとして大活躍した。だが、鬼塚が旦那になることを拒否する駒子。舞妓として白塗りの化粧でしか人前に立たない駒子の額には、大きな傷があった。
置屋の女将のさつきから事情を聞く鬼塚。駒子はある芸妓が生んだ私生児で、さつきが養女とした娘だった。さつきの実の息子に恋をした駒子は、嫁になりたい一心で、舞妓にされないよう自ら額に傷を付けたのだという。さつきの実の息子が内藤貴一郎だと聞いて驚いたが、それでも駒子の旦那になると主張し、さつきや駒子の了解を得る鬼塚。
内藤と談判し、日本シリーズの第一打席で自分が内藤からヒットを打ったら、お座敷で狼藉を働く「荒らし」な遊び方を改めろと申し入れる鬼塚。ところが、内藤は野球選手を電撃引退し、すでに俳優に転身したという。しかも、「お店出し」した駒富士（富士子）を見初めた内藤は、旦那になると言い出した。舞妓姿の自分が富士子だと気づかない鬼塚に腹を立て、その話を受ける富士子。置屋の「姉」である自分に断りもなく話を進めた富士子に憤り、縁を切る駒子。
内藤に対抗して、社長の金で映画を製作し、カンヌを目指す鬼塚だが、内藤は格闘技を始めて「格闘王」となった。映画をやめた鬼塚が格闘技で頭角を現した頃には、ラーメン・チェーン店を成功させている内藤。舞妓姿で付き従い、宣伝に協力する駒富士（富士子）。
京都市長選に立候補する内藤。鬼塚も対抗して立候補したが、当選したのは内藤だった。燃え尽きて、東京に帰ろうとする鬼塚。市長となった内藤は、お茶屋の「一見さんお断り」制度の廃止を提案した。それは、舞妓や芸妓を育成し派遣する「置屋のシステム」の崩壊を意味していた。市長に抗議するため、市役所に押しかける駒子ら舞妓や芸妓たち。
東京行きの新幹線に乗ったものの、まだ生涯の夢だった野球拳で遊んでいないことを思い出す鬼塚。お茶屋に向かった鬼塚は、途中で私服姿の富士子と出会った。垢抜けて美しくなった富士子に驚く鬼塚。京都観光中だと誤魔化した富士子は、駒富士の姿に戻り、鬼塚の野球拳に付き合うためにお茶屋に向かった。
憧れの野球拳だったが、富士子が気になり集中できない鬼塚。駒富士が富士子だと気づかぬまま、鬼塚は、東京で富士子と復縁し、やり直したいと打ち明けた。そんな鬼塚を平手打ちする駒富士（富士子）。置屋で生活した富士子は、駒子にとって旦那になると申し出た鬼塚が、唯一の頼れる存在であることを知っていた。後悔し、駒子の元に帰ると言う鬼塚に、東京の女と縁を切れと迫る駒富士。鬼塚がスマホで連絡すると、駒富士のスマホが鳴り、鬼塚は駒富士が富士子だと初めて気がついた。鬼塚を見送った後に、涙を流す駒富士。
8月16日、駒子の居所が分からず、京都の大文字焼きの「大」に、「好き」の炎の文字を勝手に書き足して逮捕される鬼塚。拘置所に鬼塚を訪ねた内藤は、自分が14才の時に芸妓に誘惑されて駒子を妊娠させたこと、市役所に押しかけた駒子に、父親だと告白したことを告げた。
あくまで内藤との勝負にこだわり、夢川町の祭りで舞妓や芸妓が踊る「夢川踊り」の舞台で、駒子に最高の着物を贈る賭けを持ちかける鬼塚。駒子が鬼塚の着物を選んだら、鬼塚は駒子と結婚する覚悟だった。社長が払った保釈金で釈放され、舞台に駆けつける鬼塚。舞台では、駒富士が鬼塚の着物を、駒子が内藤の着物を着て踊っていた。舞台に上がり観客の前で、「一見さんお断り」の廃止案を撤回する内藤。最後は内藤と共に芸妓姿で「夢川踊り」の列に加わる鬼塚。
後年、白髪交じりになるまで市長を続けて、新人をお茶屋に連れて行く内藤。ベテランの芸妓に出世して内藤を迎える駒子。お茶屋の白髪の下足番は鬼塚であった。

## キャスト
- 鬼塚公彦：阿部サダヲ
- 内藤貴一郎：堤真一
- 大沢富士子：柴咲コウ
- 駒子：小出早織
- 小梅：京野ことみ
- 豆福：酒井若菜
- 良江：キムラ緑子
- 大下：大倉孝二
- 蘭香レア
- 橋本さとし
- イジリー岡田
- カメラ小僧：須賀健太、内藤典彦、山谷初男、日村勇紀（バナナマン）
- 修学旅行生：山田孝之
- 医師：北村一輝
- 斎藤：植木等（特別出演）
- 下足番・玄太：木場勝己
- 男衆：大川浩樹
- こまつ：真矢みき
- さつき：吉行和子
- 社長・鈴木大海：伊東四朗
- 先崎部長：生瀬勝久
- 主人公の勤める会社の社員：Mr.オクレ
- 運転手：山上賢治
- 京都支社社員：薬師寺順、高崎佳代

## スタッフ
- 脚本：宮藤官九郎
- 監督：水田伸生
- 音楽：岩代太郎
- 撮影：藤石修
- 照明：長田達也
- 美術：清水剛
- 録音：鶴巻仁
- 編集：平澤政吾
- 監督補：相沢淳
- 助監督：蔵方政俊
- 音響効果：柴崎憲治
- VFXスーパーバイザー：小田一生
- ビジュアルエフェクト：ナイス・デー、シネ・ボーイ、東京現像所、NTTメディアラボ
- 衣裳デザイン：伊藤佐智子
- 日舞振付指導：花柳糸之
- ラボ：東京現像所
- スタジオ：東宝スタジオ
- 製作指揮：三浦姫
- 製作：島谷能成、細野義朗、西垣慎一郎、平井文宏、大月昇、長坂まき子、若杉正明
- エグゼクティブプロデューサー：奥田誠治
- Coエグゼクティブプロデューサー：神蔵克
- プロデューサー：飯沼伸之、久保理茎
- 製作会社：「舞妓Haaaan!!!」製作委員会（NTV・東宝・S･D･P・ytv・VAP・読売新聞・大人計画・ビーワイルド・STV・MMT・SDT・CTV・HTV・FBS）
- 制作プロダクション：ビーワイルド
- 企画制作：日テレ
- 配給：東宝

## 主題歌
- グループ魂に柴咲コウが。「お・ま・えローテンションガール」（Ki/oon Records）

## DVD / Blu-ray
発売・販売元はバップ。
- GET THE 舞妓Haaaan!!! RIDE!!!（DVD1枚組、2007年6月6日発売）
  - 本作のアシストDVD。
- 舞妓Haaaan!!! DVD版（1枚組、2007年12月12日発売）
  - おみくじメニュー（お遊びメニュー画面）機能搭載
  - 映像特典
    - 映画「舞妓Haaaan!!!」メイキング《セル・バージョン》
    - 特報・劇場予告編

  - 封入特典
    - 対決!!! 「舞妓Haaaan!!!」特製野球拳ジャンケンカード!!!
    - おいでやす!!! 折りたたみ式京都ロケ地マップどす!!!
    - 「舞妓はん」の基礎知識表!!!

  - 特製アウターケース付きデジパック仕様
- 舞妓Haaaan!!! Blu-ray版（1枚組、2009年10月21日発売）
  - 映像特典
    - 映画「舞妓Haaaan!!!」メイキング《セル・バージョン》
    - 特報・劇場予告編・TVスポット集

  - 初回限定特典
    - 『なくもんか』スペシャルダイジェストDVD

## 備考
劇中で登場する「夢川町」は架空の地名であり、石川県金沢市の花街である主計町、ひがし、また京都市の花街宮川町、上七軒で撮影が行われた。